# Malte au Concours Eurovision de la chanson 2012
Malte a participé au Concours Eurovision de la chanson 2012 et a sélectionné sa chanson et son artiste via une sélection nationale, comprenant une demi-finale et une finale, organisée par le diffuseur maltais PBS.

## Sélection nationale
Le 27 août 2011, PBS lance l'appel aux chansons pour la sélection nationale. Dans les règles de cette sélection, PBS décide de prolonger le temps d'attente des anciens vainqueurs de la sélection nationale de trois à cinq ans, ce que signifie que Olivia Lewis, Morena, Chiara, Thea Garrett et Glen Vella ne peut participer à la sélection maltaise 2012.
La période de soumission des chansons a lieu le 20 octobre 2011 où chacun peut envoyer une chanson au diffuseur maltais de 9 h CET à 12 h CET et de 14 h CET à 16 h CET. Les frais pour soumettre une chanson à la sélection nationale est de 150 €. Comme en 2011, les auteurs étrangers sont autorisés à participer au concours. De plus, le diffuseur aura droit à des wildcards soit lors de la demi-finale ou de la finale de la sélection.
Le 10 novembre 2011, PBS annonce que 62 chansons seront jugés par un jury à huis clos à la mi-novembre 2011. À partir de ce jugement, 24 chansons sont choisis pour concourir lors de la demi-finale de la compétition qui a lieu le 3 février 2012 avant la finale qui a lieu le lendemain avec seulement 16 chansons qualifiés.
| Numéro | Artiste                    | Chanson                            | Compositeurs                                                  |
| ------ | -------------------------- | ---------------------------------- | ------------------------------------------------------------- |
| 01     | Danica Muscat              | 7 Days                             | Philip Vella                                                  |
| 02     | Janvil                     | You Are My Life                    | George Platon                                                 |
| 03     | Isabelle Zammit            | Walk On Water                      | Paul Geordimania, Fleur Balzan                                |
| 04     | Francesca Borg             | Take Me Far                        | Marco Debono, Doris Chetcuti                                  |
| 05     | Klinsmann                  | No Way Back                        | Paul Abela, Klinsmann Coleiro, Jonathan Spiteri               |
| 06     | Richard Edwards            | Look At Me Now                     | Jan Van Dijck, Richard Edwards                                |
| 07     | Annalise Ellul             | Whoop It up!                       | Elton Zarb, Deo Grech                                         |
| 08     | Kurt Calleja               | This Is the Night                  | Johan Jämtberg, Kurt Calleja, Mikael Gunnerås                 |
| 09     | Romina Mamo                | DNA                                | Michael Johannes Tanczos, Gerard James Borg                   |
| 10     | Nadine Bartolo             | Can't Get Away                     | Philip Vella                                                  |
| 11     | Lawrence Gray              | In Your Eyes                       | Philip Vella, Cher Vella                                      |
| 12     | Kaya                       | First Time                         | Gorgi                                                         |
| 13     | Claudia Faniello           | Pure                               | Philip Vella, Gerard James Borg                               |
| 14     | Jessica Muscat             | Dance Romance                      | Philip Vella, Jessica Muscat                                  |
| 15     | Wayne Micallef             | Time                               | Wayne Micallef                                                |
| 16     | Dorothy Bezzina            | Autobiography                      | Magnus Kaxe, Gerard James Borg                                |
| 17     | Gianni                     | Petals On A Rose                   | R. Abrahamsson, M. Numhauser, T. Fenech, A. Aly               |
| 18     | Fabrizio Faniello          | I Will Fight For You (Papa's Song) | J. Bejerholm, N. Edberger, R. Uhlmann, W. Fenech, F. Faniello |
| 19     | Janice Mangion             | While Her Eyes Still Glow          | Elton Zarb, Rita Pace                                         |
| 20     | Eleanor Cassar             | I Want To Runaway                  | Paul Giordimania, Fleur Balzan                                |
| 21     | Corazon Mizzi              | Mystifying Eyes                    | Paul Giordimania, Fleur Balzan                                |
| 22     | Deborah C avec Leila James | You Make Me Go Uh! Uh!             | Renier Patrick, Vervoort David                                |
| 23     | Anna Azzopardi             | Still Waiting                      | Samuel Bugía Garrido, Athanasios Nakos                        |
| 24     | Amber                      | Answer With Your Eyes              | Ray Aguis, Alfred C. Sant                                     |

| Numéro | Artiste                    | Chanson                            | Compositeurs                                                  | Jury | Télévote | Total | Place |
| ------ | -------------------------- | ---------------------------------- | ------------------------------------------------------------- | ---- | -------- | ----- | ----- |
| 01     | Lawrence Gray              | In Your Eyes                       | Philip Vella, Cher Vella                                      | 23   | 6        | 29    | 7     |
| 02     | Deborah C avec Leila James | You Make Me Go Uh! Uh!             | Renier Patrick, Vervoort David                                | 7    | 0        | 7     | 15    |
| 03     | Dorothy Bezzina            | Autobiography                      | Magnus Kaxe, Gerard James Borg                                | 25   | 2        | 27    | 8     |
| 04     | Gianni                     | Petals On A Rose                   | R. Abrahamsson, M. Numhauser, T. Fenech, A. Aly               | 22   | 20       | 42    | 4     |
| 05     | Claudia Faniello           | Pure                               | Philip Vella, Gerard James Borg                               | 64   | 14       | 78    | 2     |
| 06     | Danica Muscat              | 7 Days                             | Philip Vella                                                  | 25   | 0        | 25    | 9     |
| 07     | Fabrizio Faniello          | I Will Fight For You (Papa's Song) | J. Bejerholm, N. Edberger, R. Uhlmann, W. Fenech, F. Faniello | 19   | 12       | 31    | 6     |
| 08     | Corazon Mizzi              | Mystifying Eyes                    | Paul Giordimania, Fleur Balzan                                | 6    | 10       | 16    | 10    |
| 09     | Richard Edwards            | Look At Me Now                     | Jan Van Dijck, Richard Edwards                                | 16   | 16       | 32    | 5     |
| 10     | Kaya                       | First Time                         | Gorgi                                                         | 1    | 8        | 9     | 13    |
| 11     | Amber                      | Answer With Your Eyes              | Ray Aguis, Alfred C. Sant                                     | 54   | 0        | 54    | 3     |
| 12     | Wayne Micallef             | Time                               | Wayne Micallef                                                | 10   | 0        | 10    | 12    |
| 13     | Kurt Calleja               | This Is the Night                  | Johan Jämtberg, Kurt Calleja, Mikael Gunnerås                 | 60   | 24       | 84    | 1     |
| 14     | Janvil                     | You Are My Life                    | George Platon                                                 | 8    | 0        | 8     | 14    |
| 15     | Klinsmann                  | No Way Back                        | Paul Abela, Klinsmann Coleiro, Jonathan Spiteri               | 0    | 0        | 0     | 16    |
| 16     | Francesca Borg             | Take Me Far                        | Marco Debono, Doris Chetcuti                                  | 6    | 4        | 10    | 11    |

### Jurys
| Artiste                    | Chanson                            |    |    |    |    |    |    | Total |
| -------------------------- | ---------------------------------- | -- | -- | -- | -- | -- | -- | ----- |
| Lawrence Gray              | In Your Eyes                       | 4  | 5  | 5  | 5  | 2  | 2  | 23    |
| Deborah C avec Leila James | You Make Me Go Uh! Uh!             | 3  | 0  | 3  | 0  | 1  | 0  | 7     |
| Dorothy Bezzina            | Autobiography                      | 7  | 1  | 1  | 3  | 7  | 6  | 25    |
| Gianni                     | Petals On A Rose                   | 1  | 3  | 2  | 6  | 5  | 5  | 22    |
| Claudia Faniello           | Pure                               | 8  | 12 | 12 | 12 | 10 | 10 | 64    |
| Danica Muscat              | 7 Days                             | 0  | 4  | 8  | 7  | 6  | 1  | 26    |
| Fabrizio Faniello          | I Will Fight For You (Papa's Song) | 5  | 2  | 4  | 4  | 0  | 4  | 19    |
| Corazon Mizzi              | Mystifying Eyes                    | 0  | 0  | 6  | 0  | 0  | 0  | 6     |
| Richard Edwards            | Look At Me Now                     | 0  | 7  | 0  | 2  | 0  | 7  | 16    |
| Kaya                       | First Time                         | 0  | 0  | 0  | 1  | 0  | 0  | 1     |
| Amber                      | Answer With Your Eyes              | 12 | 10 | 7  | 10 | 8  | 8  | 55    |
| Wayne Micallef             | Time                               | 0  | 6  | 0  | 0  | 4  | 0  | 10    |
| Kurt Calleja               | This is The Night                  | 10 | 8  | 10 | 8  | 12 | 12 | 60    |
| Janvil                     | You Are My Life                    | 2  | 0  | 0  | 0  | 3  | 3  | 8     |
| Klinsmann                  | No Way Back                        | 0  | 0  | 0  | 0  | 0  | 0  | 0     |
| Francesca Borg             | Take Me Far                        | 6  | 0  | 0  | 0  | 0  | 0  | 6     |

## À l'Eurovision
Malte participe d'abord à la seconde demi-finale du 24 mai 2012 en passant en 4e position entre les Pays-Bas et la Biélorussie et se qualifie pour la finale en prenant la 7e place de la demi-finale avec 70 points.
Lors de la finale du 26 mai, le pays passe en 21e position entre l'Allemagne et la Macédoine et finit à la 21e place avec 41 points.

### Points accordés à Malte
| 12 points               | 10 points                    | 8 points           | 7 points                           | 6 points                                  |
| ----------------------- | ---------------------------- | ------------------ | ---------------------------------- | ----------------------------------------- |
| - Royaume-Uni           |                              |                    |                                    | - Bulgarie - Lituanie - Turquie - Ukraine |
| 5 points                | 4 points                     | 3 points           | 2 points                           | 1 point                                   |
| - Biélorussie - Croatie | - Géorgie - Slovénie - Suède | - Estonie - Serbie | - Macédoine - Pays-Bas - Slovaquie |                                           |

| 12 points     | 10 points | 8 points      | 7 points                | 6 points    |
| ------------- | --------- | ------------- | ----------------------- | ----------- |
|               |           | - Azerbaïdjan | - Lituanie - Ukraine    | - Serbie    |
| 5 points      | 4 points  | 3 points      | 2 points                | 1 point     |
| - Royaume-Uni |           | - Biélorussie | - Saint-Marin - Turquie | - Macédoine |

### Points accordés par Malte
| 12 points | Turquie     |
| 10 points | Lituanie    |
| 8 points  | Suède       |
| 7 points  | Slovaquie   |
| 6 points  | Ukraine     |
| 5 points  | Serbie      |
| 4 points  | Biélorussie |
| 3 points  | Norvège     |
| 2 points  | Bulgarie    |
| 1 point   | Macédoine   |

| 12 points | Azerbaïdjan |
| 10 points | Italie      |
| 8 points  | Turquie     |
| 7 points  | Ukraine     |
| 6 points  | Suède       |
| 5 points  | Serbie      |
| 4 points  | Lituanie    |
| 3 points  | Russie      |
| 2 points  | Allemagne   |
| 1 point   | Albanie     |